# Miron Radu Paraschivescu

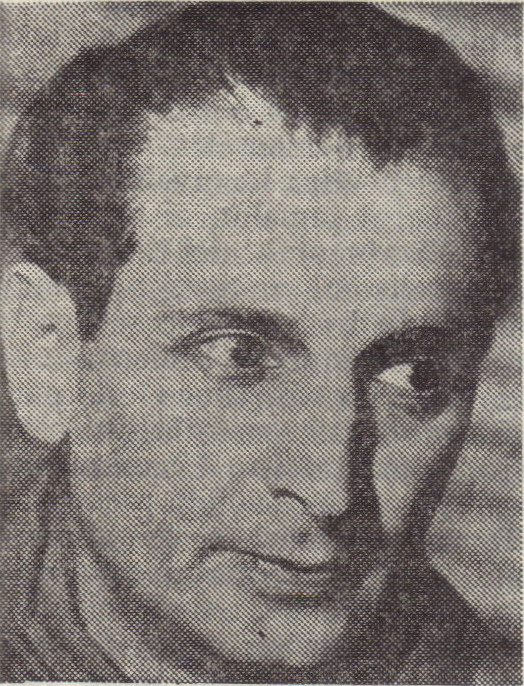
Poetul Miron Radu Paraschivescu

Miron Radu Paraschivescu (n. 2 octombrie 1911, Zimnicea, Teleorman, România – d. 17 februarie 1971, București, România) a fost un poet, eseist și publicist român, personalitate a orașului Vălenii de Munte.

## Viața și opera
După studii medii și superioare de artă plastică la Cluj-Napoca și București și după studii de filologie la Facultatea de Litere din București, Miron Radu Paraschivescu desfășoară o susținută activitate redacțională la mai multe reviste interbelice de stânga, inclusiv la cele ilegale, îndrumate de PCR: Cuvântul liber, Facla, Meridian, Societatea de mâine, Azi, Lumea românească, Reporter» (Poezia, I, 159) etc.; criticul/istoricul literar Eugen Simion ne mai încredințează că Miron Radu Paraschivescu, „a debutat în cercurile de avangardă și a susținut în articole agresive radicalizarea liricii românești” (SSra, I, 14). După un debut de „mare succes“, în 1941, cu Cântice țigănești (cu mai multe ediții „adăugite“ în 1957, 1958, 1972 etc.), Miron Radu Paraschivescu mai publică și alte remarcabile volume de versuri. 
La mijlocul anilor 1960 a redactat suplimentul literar al revistei „Ramuri” din Craiova, „Povestea vorbii”, unde a publicat pe unii scriitori de avangardă (Vintilă Ivănceanu, Dumitru Țepeneag, Leonid Dimov etc.) care nu erau agreați de către revistele literare ale vremii.
A fost căsătorit de cinci ori.

## Scrieri
- Oameni și așezări din Țara Moților și a Basarabilor, Craiova, 1938
- Cântice țigănești, București, 1941; București, 1972
- Pâine, pământ și țărani, Craiova, 1943
- Cântare României, București, 1951
- Laude, București, 1953
- Laude și alte poeme, București, 1959
- Declarația patetică, București, 1960
- Poezii, București, 1961
- Declarația patetică. Cântice țigănești. Laude și alte poeme, București, 1963
- Bâlci la Râureni, București, 1964
- Versul liber, București, 1965
- Drumuri și răspântii, București, 1967
- Tristele, București, 1968
- Scrieri, vol. I-II, București, 1969, vol. III-IV, București, 1974–1975
- Poeme, București, 1971
- Ultimele, București, 1971
- Poezii, București, 1973
- Amintiri, București, 1975
- Journal d'un heretique, traducere de Claude Jaillet, cuvânt înainte de Virgil Ierunca, Paris, 1976;
- Povestind copiilor, București, 1990
- Jurnalul unui cobai, 1994
- Poeme, Iași, 2000

## Traduceri
- Marie-Anne Desmarest, Torente, București, 1943
- Konstantin Simonov, Apărarea Moscovei, București, 1944
- Nikolai Tikhonov, Istorisiri din Leningrad, București, 1944
- Mikhail Sholokhov, Școala urii, București, 1944
- Jean Richard Bloch, Toulon, București, 1945
- Alexander Pushkin, Basme..., București, 1945, Ruslan și Ludmila, București, 1951
- Talmaciri din 8 poeti europeni, București, 1946
- Claude Roy, Parisul răsculat, București, 1946
- Maxim Gorki, Univesitățile mele, București, 1948
- Nikolay Nekrasov, Poeme alese, București, 1953, Gerul, moșu cu nasu roșu, București, 1955, Opere alese, I-III, București, 1955–1959, Femeile ruse. Decembristele, București, 1956
- Adam Mickiewicz, Pan Tadeusz sau Ultima încălcare de pământ în Lituania, București, 1956, Poezii, București, 1957 (cu Vlaicu Bârna și Virgil Teodorescu), Poezii, București 1959
- Juliusz Słowacki, Ceasul meditării, București, 1962
- Giuseppe Ungaretti, Poezii, București, 1963 (cu Alexandru Balaci)
- Andre Malraux, Calea regală, București, 1971